# Fred Chappell
Fred Chappell (Canton, Carolina del Norte, 28 de mayo de 1936-4 de enero de 2024) fue un novelista y poeta estadounidense.

## Vida
Fred Chappell creció en la granja de sus abuelos, en una comunidad de montaña donde tanto la madre como el padre eran maestros y educaron a su hijo combinando un régimen de tareas en la granja y despertando su interés por la lectura. Ya de muy pequeño Chappell quiso ser escritor, sus primeras publicaciones fueron de adolescente en revistas de ciencia ficción. 
Además de sus primeras lecturas de géneros como la fantasía y la ciencia ficción, Chappell leyó a los clásicos griegos y romanos así como autores americanos, británicos, y literatura europea. Autores como Poe, Hawthorne, y Rimbaud le influenciaron en su escritura.
Se retiró después de llevar 40 años como profesor de inglés en la Universidad de Carolina del Norte en
Greensboro.
Fue poeta laureado de Carolina del Norte de 1997 a 2002, y estudio en la Universidad de Duke.

## Obra
Las primeras novelas de Chappell retratan un mundo oscuro y existencial, mientras que las novelas y poemas posteriores son más ligeros en el tono y tratan de la capacidad de adaptación a las circunstancias de la vida del ser humano y sobre la aceptación de las limitaciones de un mundo en declive.
El mayor logro poético de Chappell es la tetralogía Midquest (1981), que consiste en cuatro volúmenes que ya había publicado con anterioridad: River (1975), Bloodfire (1978), Wind Mountain (1979), y Earthsleep (1980). Estos volúmenes interrelacionados, de aproximadamente cinco mil líneas en total, fueron concebidos como "una autobiografía poética".
En 1985 Chappell publicó la novela Me voy con vosotros para siempre y dijo que la novela deliberadamente episódica creció del material que antes había tratado de incorporar a Midquest, pero que no había encajado con el diseño artístico.
Me voy con vosotros para siempre le permitió complacer su espíritu cómico y reafirmar sus lazos con la región de Carolina del Norte que le vio crecer, Apalaches. Chappell ha indicado que con esta novela pretendía equilibrar los cuatro volúmenes de Midquest, rodeando aquel poema de un universo ficticio sólido.